# Diego Courbis
Diego Courbis (* 23. Mai 1996 in Mission Viejo, Kalifornien) ist ein chilenisch-spanischer Hürdenläufer, der sich auf die 400-Meter-Distanz spezialisiert hat und der seit 2016 für Chile startberechtigt ist.

## Sportliche Laufbahn
Erste internationale Erfahrungen sammelte Diego Courbis, der in den Vereinigten Staaten geboren wurde und an der California State University, Fullerton studierte, bei den U23-Südamerikameisterschaften 2016 in Lima, bei denen er in 53,51 s die Bronzemedaille über 400 m Hürden hinter dem Brasilianer Márcio Teles und Steeven Medina aus Ecuador gewann und mit der chilenischen 4-mal-400-Meter-Staffel in 3:19,76 min den fünften Platz belegte. 2022 nahm er im Hürdenlauf an den Südamerikaspielen in Asunción teil und klassierte sich dort mit 52,32 s auf dem siebten Platz. Im Jahr darauf belegte er bei den Südamerikameisterschaften in São Paulo in 51,55 s den fünften Platz über 400 m Hürden und gelangte mit der Staffel mit 3:14,96 min auf Rang sechs. 2025 gewann er bei den Südamerikameisterschaften in Mar del Plata in 51,40 s die Bronzemedaille hinter den Brasilianern Francisco Viana und Caio Vinícius und belegte im Staffelbewerb in 3:13,04 min den vierten Platz.

## Persönliche Bestleistungen
- 400 m Hürden: 50,47 s, 30. März 2025 in Santiago de Chile